# Parti de la nation malaisienne
Le Parti de la nation malaisienne (en malais : Parti Bangsa Malaysia abrégé PBM) est un parti politique de centre droit enregistré en Malaisie. Le parti est fondé sous le nom de Parti des travailleurs du Sarawak (Parti Pekerja Sarawak) avant d'être renommé en novembre 2021.

## Histoire
Au départ, le Sarawak Workers Party (en malais : Parti Pekerja Sarawak ; en anglais : Sarawak Workers Party, abrégé SWP) est un parti politique basé à Sarawak, en Malaisie, formé en 2012 en tant que parti dissident du Parti populaire du Sarawak (en) (PRS) par certains anciens membres du PRS dirigés par le leader dissident Sng Chee Hua, qui a repris le Front du peuple de Sabah (en) et refondé la parti dans le nouveau SWP qui est favorable à la coalition du Barisan Nasional (BN),. En 2013 Sng Chee Hua prend sa retraite et remet le poste de président du SWP à son fils, Larry Sng Wei Shien.
Larry Sng démissionne plus tard du SWP en avril 2016 après avoir échoué à être accepté dans la coalition BN de l'État
Pendant son absence, le parti sous la direction d'Engga Unchat forme Gabungan Anak Sarawak (GASAK) avec le Parti d'aspiration populaire de Sarawak (en) (Parti Aspirasi Rakyat Sarawak, ASPIRASI) et le Parti des peuples autochtones du Nouveau Sarawak (en) (Parti Bansa Dayak Sarawak, PBDSB).

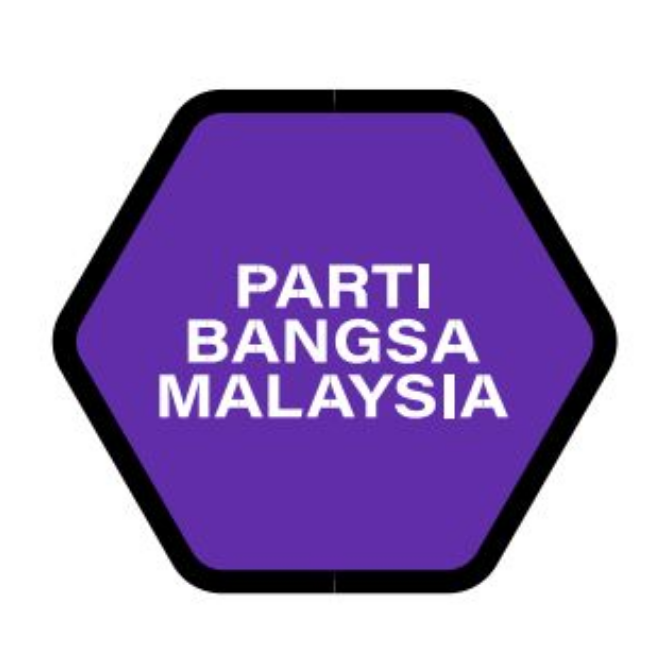
logo intermédiaire du PBM.

Larry Sng, après cinq ans d'activité en tant que indépendant puis au Keadilan (PKR), retrouve le parti SWP en novembre 2021 en tant que vice-président et révèle le changement du nom du parti en Parti de la nation malaisienne (Parti Bangsa Malaysia, PBM), nom que le Registraire des sociétés a précédemment approuvé le 14 octobre 2021,. Mohd. Sukri Yusri devient entre-temps président temporaire du nouveau parti Tous les membres de l'ancienne direction centrale du SWP ont démissionné et le parti doit publier sa composition de dirigeants dans le processus dû.

## Résultats électoraux
| Année | Voix   | %    | Rang | Élus    |
| ----- | ------ | ---- | ---- | ------- |
| 2013  | 15 630 | 0,14 | 16e  | 0 / 222 |
| 2022  | 16 437 | 0,11 | 8e   | 1 / 222 |